# Stańczycy
Stańczycy, v dobových českých zdrojích i stančici, byl konzervativní politický proud působící v 2. polovině 19. století mezi polskou populací západní Haliče v rámci tehdejšího Rakouska-Uherska, respektive Předlitavska.

## Historie
Mezi stańczyky patřili zejména polští šlechtici a vyšší úředníci. Název je odvozen od politického spisu Teka Stańczyka z roku 1869. Stańczycy byli stoupenci austrofilské orientace polské politiky. Podporovali autonomii Haliče a rozvoj polských práv. Měli značný vliv na Polský klub v celostátní Říšské radě. Kromě politiky jejich vliv zasahoval i do historiografie (krakovská škola), literární vědy a filozofie. Mezi hlavní postavy patřili Stanisław Tarnowski, Józef Szujski, Stanisław Koźmian nebo Michał Bobrzyński. Jejich tiskový orgánem byl list Czas a Przegląd Polski. V roce 1907 se přetvořili v politickou stranu Strana národní pravice.